# Идиот (телесериал, 1966)
«Идиот» (англ. The Idiot) — экранизация одноимённого романа Ф. М. Достоевского британской кинокомпанией BBC. Премьера первой серии состоялась 11 января 1966 года исключительно для аудитории Великобритании.
Сюжет сериала практически в точности воспроизводит сюжет оригинала романа. Вернувшись из швейцарской психиатрической лечебницы в Петербург князь Мышкин знакомится с молодым купцом Парфёном Рогожиным, который рассказывает о своих чувствах к Настасье Филипповне. По приезде князь знакомится со своими дальними родственниками Епанчиными, у которых три дочери — молодые и прекрасные. У Епанчиных князь видит портрет Настасьи Филипповны, который производит на него сильное впечатление. Вскоре он встречает её лично. На именинах Настасьи Филипповны происходит знаменитый аукцион. В серии «Иллюзия» раскрывается мнимая любовь Аглаи к князю.

## Серии
- «Возвращение принца» — премьера 11 января 1966 года (оригинальное название «The Prince’s Return»);
- «Аукцион» — премьера 18 января 1966 года (оригинальное название «The Auction»);
- «Деревья Павловска» — премьера 25 января 1966 года (оригинальное название «The Trees of Pavlovsk»);
- «Иллюзия» — премьера 1 февраля года  — название  (оригинальное название «The Illusion»);
- «Смерть после свадьбы» — премьера 8 февраля 1966 года  (оригинальное название «Death After a Wedding»).

## В ролях
- Дэвид Бак — роль князя Мышкина
- Энтони Бэйт — роль Настасьи Филипповны
- Эдриэнн Корри — роль Парфёна Рогожина
- Амброзине Филлпотс — роль Лизаветы Прокофьевны Епанчиной
- Сьюзен Фармер — роль Аглаи Ивановны Епанчиной
- Элизабет Коунселл — роль Аделаиды Ивановны Епанчиной
- Мэриэн Даймонд — роль Александры Ивановны Епанчиной
- Майкл Гудлифф — роль генерала Епанчина
- Бернард Кэй — роль Фердыщенко
- Джон Келланд — роль Гани Иволгина
- Фрэнк Шелли — роль генерала Иволгина
- Патрик Ньюэлл — роль Лукьяна Тимофеевича Лебедева
- Ширли Кэйн — роль Варвары Птицыной
- Хайвел Беннетт — роль Ипполита Терентьева

## Съёмочная группа
- Алан Бриджес — режиссёр
- Дуглас Аллен — продюсер
- Ф. М. Достоевский, Лео Леманн — авторы сценария